# Acer saccharum subsp. grandidentatum
Acer saccharum subsp. grandidentatum es una subespecie de Acer saccharum perteneciente a la familia de las sapindáceas. Es nativa del oeste de Norteamérica, desde Montana en los Estados Unidos hasta Coahuila en el norte de México. Está estrechamente relacionada con  Acer saccharum, y es considerada como una subespecie.

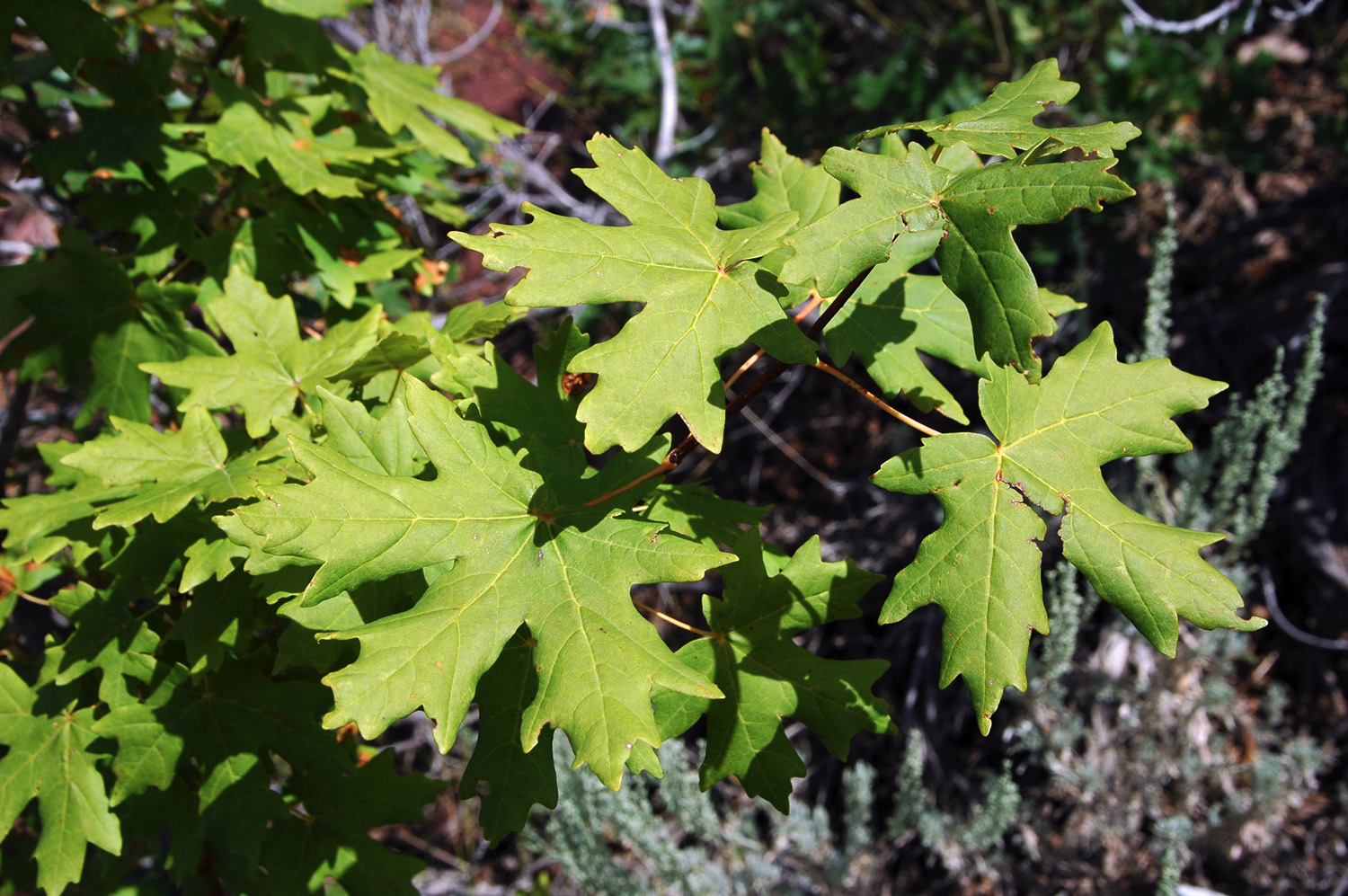
Detalle de las hojas

## Descripción
Es un pequeño árbol de hoja caduca y de mediano tamaño que alcanza un tamaño de hasta 10-15 m de altura y un tronco de 20-35 cm de diámetro. La corteza es de color marrón oscuro a gris, con fisuras estrechas y los rebordes planos creando placas como escamas, es fina y se daña fácilmente. La hojas son opuestas, simples de 6 - 12 cm de largo y amplio, con tres a cinco lóbulos profundos, tres de los lóbulos son grandes y dos pequeños (no siempre presentes) en la base de la hoja, los tres lóbulos principales tienen 3-5 lóbulos pequeños subsidiarios. Las hojas se tornan de color amarillo dorado a rojo en el otoño (este rasgo es menos fiable en las zonas más cálidas).
La flores aparecen con las hojas a mediados de primavera, y se producen en corimbos de 5-15  flores de color amarillo-verde, de alrededor de 4-5 mm de diámetro, sin pétalos. El fruto es una disámara (sámara doble, con dos semillas aladas unidas en la base), de color verde y rojizo-rosácea, que torna a marrón en otoño. La semilla es globosa, de 7-10 mm, con un ala de 2-3 cm de largo, cada una. 

## Distribución y hábitat
Crece comúnmente en suelos de piedra caliza, pero se puede adaptar a una amplia gama de suelos bien drenados, desde arena a las arcillas e incluso a las zonas de piedra caliza blanca. Prefiere los valles, cañones, y los bancos de arroyos de montaña, principalmente en elevaciones más altas, como los cañones protegidos de la Meseta de Edwards en Texas, (donde la población está protegida en el Área Natural Estatal Lost Maples). A pesar de los climas continentales prevalecerá sobre todos los de su área de distribución natural, crece bien en el clima marítimo de Vancouver. Es de crecimiento lento cuando es joven, y no tiene muchas plagas.
En ocasiones es plantado como un árbol ornamental, valorado por su tolerancia a la sequía y la capacidad de crecer en los paisajes rocosos.

## Taxonomía
Acer saccharum subsp. grandidentatum fue descrita por (Torr. & A.Gray) Desmarais y publicado en Brittonia 7(5): 383, en el año 1952.
Sinonimia
- Acer barbatum var. grandidentatum (Torr. & A.Gray) Sarg.
- Acer brachypterum Wooton & Standl.
- Acer grandidentatum Nutt.
- Acer grandidentatum var. brachypterum (Wooton & Standl.) E.J.Palmer
- Acer grandidentatum var. sinuosum (Rehder) Little
- Acer mexicanum A.Gray
- Acer nigrum var. grandidentatum (Nutt. ex Torr. & A.Gray) Fosberg
- Acer nigrum var. sinuosum (Rehder) Fosberg
- Acer saccharum subsp. brachypterum (Wooton & Standl.) A.E.Murray
- Acer saccharum var. brachypterum (Wooton & Standl.) A.E.Murray
- Acer saccharum var. grandidentatum (Nutt.) Sudw.
- Acer saccharum var. trilobum A.E.Murray
- Saccharodendron grandidentatum (Nutt.) Nieuwl.[4]